# Lavault-Sainte-Anne
Lavault-Sainte-Anne – miejscowość i gmina we Francji, w regionie Owernia-Rodan-Alpy, w departamencie Allier.

## Demografia
Według danych na rok 1990 gminę zamieszkiwało 1131 osób, a gęstość zaludnienia wynosiła 125 osób/km². W styczniu 2015 r. Lavault-Sainte-Anne zamieszkiwało 1177 osób, przy gęstości zaludnienia wynoszącej 130,1 osób/km².